# Усадьба Тарасова
Усадьба Тарасова — историческое название комплекса зданий в центре Екатеринбурга, часть которого в настоящее время входит в архитектурный ансамбль резиденции губернатора Свердловской области.

## История
Здание было построено в 1818–1821 годах Г. Ф. Зотовым, известным управляющим заводами (сначала Верх-Исетским заводом, 
потом Кыштымским горным округом.
Усадьба была возведена в пору господства в Екатеринбурге архитектуры классицизма, возможно, при участии архитектора М. П. Малахова, и, даже будучи облачена во второй половине XIX в. в одежды модной тогда эклектики, сохранила прежний стилевой облик.
После обвинения Зотова в жестоком обращении с рабочими и последующей ссылки дом был выкуплен в 1837 году у его наследников купцами Тарасовыми.
Купцы Тарасовы (Савва (1801–1872) и Иван (1802–?) Лукичи) были известными в городе купцами-староверами. И их отец, и их дед в свое время занимали пост городского головы.  С этого времени набережная стала называться Тарасовской.  
В 1853 году полиция провела обыск в доме и обнаружила молельную комнату, старообрядческие книги и переписку по старообрядческим делам. Братья отказались перейти в единоверие и были сосланы в Николае-Павдинский завод. Лишь в 1859 году братьям разрешили вернуться в дом, взяв с них обязательство не способствовать распространению раскола. Братья все равно остались лидерами староверов, особенно на фоне перехода в единоверие заметной части екатеринбургского купечества, но больше их не высылали.    
Усадьба принадлежала Тарасовым до самой революции. Последний ее владелец, внук Саввы Лукича, Пётр Иванович Тарасов, подарил музею УОЛЕ коллекцию старинных монет.
Во флигеле дома Тарасова в 1910 году размещалось общество Уральских горных техников, секретарем которого был Быков В. М. Здесь была конспиративная квартира большевиков (флигель северный).
До настоящего времени сохранилась лишь часть построек — главный двухэтажный дом, одноэтажный флигель (южный), каменная ограда с воротами. Они используются как часть резиденции губернатора Свердловской области, в её состав также входит известный соседний Дом Севастьянова. Современный адрес здания — улица Горького, 21.